# Campionato mondiale di hockey su prato 1990

## Arbitri
- Santiago Deo
- Eldine Ahmed
- Claude Seidler
- Khizar Bajwa
- Iwo Sakaida
- Amjarit Dhak
- Roger Webb
- K O'Connor
- Alain Renaud

- Patrick van Beneden
- Adriano de Vecchi
- Nikolai Stepanov
- Eduardo Ruiz
- Peter von Reth
- Don Prior
- Amarjit Bawa
- Shafat Baghdadi

## Formula
12 squadre sono inizialmente state inserite in due gironi composti da sei (6) squadre ciascuno, in cui ogni squadra ha affrontato le altre appartenenti allo stesso girone. Le prime due di ogni gruppo si sono qualificate alle semifinali del torneo a eliminazione diretta, in cui le due vincenti hanno avuto accedesso alla finalissima per la medaglia d'oro, mentre le due perdenti hanno disputato la finale 3º-4º posto che assegna la medaglia di bronzo.

## Risultati

### Fase preliminare
Le migliori due squadre di ogni gruppo passano alle semifinali.
|  | Qualificate alle semifinali |
|  | Eliminate                   |

#### Gruppo A
| Squadra          | Pt | PG | V | P | S | GF | GS | Diff.za |
| ---------------- | -- | -- | - | - | - | -- | -- | ------- |
| Australia        | 10 | 5  | 5 | 0 | 0 | 14 | 4  | 10      |
| Paesi Bassi      | 7  | 5  | 3 | 1 | 1 | 15 | 10 | 5       |
| Francia          | 5  | 5  | 2 | 1 | 2 | 5  | 6  | −1      |
| Unione Sovietica | 4  | 5  | 1 | 2 | 2 | 6  | 10 | −4      |
| Argentina        | 3  | 5  | 1 | 1 | 3 | 10 | 14 | −4      |
| India            | 1  | 5  | 0 | 1 | 4 | 10 | 16 | −6      |

#### Partite Gruppo A
| Arbitro: | Santiago Deo Eldine Ahmed |

|                           |           |              |
| Delissen 16’ Delissen 59’ | Marcatori | Catonnet 54’ |

| Arbitro: | Claude Seidler Khizar Bajwa |

|             |           |           |
| Holopov 52’ | Marcatori | Singh 39’ |

| Arbitro: | Iwo Sakaida Amjarit Dhak |

|                                        |           |              |
| Reid 28’ York 53’ Corbitt 58’ York 60’ | Marcatori | Sordelli 52’ |

| Arbitro: | Roger Webb K O'Connor |

|                                                                         |           |                         |
| Bovelander 8’ Bovelander 24’ Bovelander 32’ Delissen 49’ Van 'T HEK 61’ | Marcatori | Deputatov 17’ Berig 27’ |

| Arbitro: | Santiago Deo Patrick van Beneden |

|                                        |           |                                                             |
| Felix Sebastian 7’ Singh 19’ Kumar 40’ | Marcatori | Ferrara 24’ Ferrara 33’ Geneyro 51’ Geneyro 62’ Doherty 67’ |

| Arbitro: | Claude Seidler Shafat Baghdadi |

|          |           |                                   |
| Viala 7’ | Marcatori | Davies 17’ Davies 38’ Corbitt 65’ |

| Arbitro: | Iwo Sakaida K O'Connor |

|                        |           |           |
| Catonnet 23’ Viala 66’ | Marcatori | Singh 12’ |

| Arbitro: | Shafat Baghdadi Adriano de Vecchi |

|  |           |                                 |
|  | Marcatori | York 6’ Hawgood 52’ Corbitt 59’ |

| Arbitro: | Roger Webb Khizar Bajwa |

|                                           |           |                                     |
| Bovelander 5’ Delissen 36’ Bovelander 38’ | Marcatori | Geneyro 33’ Ferrara 57’ Doherty 70’ |

| Lahore 17 febbraio 1990, ore 11:00 UTC+5 Incontro 20 | Francia                   | 0 – 0 referto | Unione Sovietica | National Hockey Stadium\| Arbitro: \| Roger Webb Claude Seidler \| |
| Arbitro:                                             | Roger Webb Claude Seidler |               |                  |                                                                    |

| Arbitro: | Adriano de Vecchi Eldine Ahmed |

|                                                                 |           |                                |
| Weterings 7’ Delissen 9’ Weterings 58’ Crucq 62’ Van 'T HEK 66’ | Marcatori | Singh 65’ Singh 67’ Pillay 70’ |

| Arbitro: | Santiago Deo Shafat Baghdadi |

|          |           |  |
| Feix 58’ | Marcatori |  |

| Arbitro: | Khizar Bajwa K O'Connor |

|                               |           |                                |
| Kumar 47’ Felix Sebastian 70’ | Marcatori | Batch 38’ Corbitt 44’ Reid 45’ |

| Arbitro: | Adriano de Vecchi Patrick van Beneden |

|                                     |           |          |
| Pleshakov 29’ Vitali 60’ Victor 69’ | Marcatori | Siri 41’ |

| Arbitro: | Claude Seidler Santiago Deo |

|  |           |           |
|  | Marcatori | Batch 30’ |

#### Gruppo B
| Squadra        | Pt | PG | V | P | S | GF | GS | Diff.za |
| -------------- | -- | -- | - | - | - | -- | -- | ------- |
| Germania Ovest | 10 | 5  | 5 | 0 | 0 | 13 | 2  | 11      |
| Pakistan       | 7  | 5  | 3 | 1 | 1 | 10 | 6  | 4       |
| Spagna         | 6  | 5  | 3 | 0 | 2 | 10 | 10 | 0       |
| Inghilterra    | 5  | 5  | 2 | 1 | 2 | 7  | 7  | 0       |
| Canada         | 1  | 5  | 0 | 1 | 4 | 2  | 9  | −7      |
| Irlanda        | 1  | 5  | 0 | 1 | 4 | 3  | 11 | −8      |

#### Partite Gruppo B
| Arbitro: | Alain Renaud Patrick van Beneden |

|  |           |                       |
|  | Marcatori | Kerly 41’ Grimley 50’ |

| Arbitro: | Adriano de Vecchi Nikolai Stepanov |

|                                                                       |           |                                 |
| Ibrahim 8’ Ahmed 14’ Ahmed 22’ Ahmed 34’ Rehman Q Mohib 39’ Tahir 64’ | Marcatori | Casas 24’ Escude 48’ Escude 50’ |

| Arbitro: | Eduardo Ruiz Peter von Reth |

|                                                |           |            |
| Ness 11’ Blocher 28’ Mollandin 53’ Blocher 65’ | Marcatori | Tamkee 18’ |

| Arbitro: | Don Prior Amarjit Bawa |

|                      |           |              |
| Khalid 14’ Tahir 33’ | Marcatori | Kirkwood 21’ |

| Arbitro: | Don Prior Nikolai Stepanov |

|                         |           |  |
| Thompson 4’ Grimley 27’ | Marcatori |  |

| Arbitro: | Alain Renaud Eldine Ahmed |

|                              |           |  |
| Schmidt-Oppet 8’ Saliger 69’ | Marcatori |  |

| Arbitro: | Eduardo Ruiz Amarjit Bawa |

|                                           |           |           |
| Usoz 23’ Escude 42’ Escude 63’ Escude 65’ | Marcatori | Kerly 29’ |

| Arbitro: | Nikolai Stepanov Amjarit Dhak |

|  |           |                                                   |
|  | Marcatori | Blocher 10’ Saliger 44’ Brinkmann 55’ Blocher 56’ |

| Arbitro: | Peter von Reth Alain Renaud |

|           |           |  |
| Tahir 24’ | Marcatori |  |

| Arbitro: | Iwo Sakaida Peter von Reth |

|                       |           |           |
| Escude 29’ Escude 50’ | Marcatori | Burns 37’ |

| Arbitro: | Don Prior Eduardo Ruiz |

|            |           |           |
| Khalid 50’ | Marcatori | Mayer 23’ |

| Arbitro: | Amjarit Dhak Nikolai Stepanov |

|            |           |  |
| Escude 51’ | Marcatori |  |

| Arbitro: | Amarjit Bawa Patrick van Beneden |

|           |           |                       |
| Singh 61’ | Marcatori | Fischer 18’ Fried 38’ |

| Arbitro: | Amjarit Dhak Iwo Sakaida |

|            |           |               |
| Morris 35’ | Marcatori | Milkovich 27’ |

| Arbitro: | Alain Renaud Eduardo Ruiz |

|  |           |             |
|  | Marcatori | Hilgers 54’ |

### Classifica dal quinto al dodicesimo posto
|  | Eliminatorie | Eliminatorie | Eliminatorie |       |           | 9º classificato  | 9º classificato  | 9º classificato  |  |
|  |              |              |              |       |           |                  |                  |                  |  |
|  | Argentina    | Argentina    | 4            |       |           |                  |                  |                  |  |
|  | Argentina    | Argentina    | 4            |       |           |                  |                  |                  |  |
|  | Irlanda      | Irlanda      | 1            |       |           |                  |                  |                  |  |
|  | Irlanda      | Irlanda      | 1            |       | Argentina | Argentina        | 1                |                  |  |
|  |              |              |              |       | Argentina | Argentina        | 1                |                  |  |
|  |              |              | India        | India | 0         |                  |                  |                  |  |
|  | India        | India        | India        | India | 0         | 2                |                  |                  |  |
|  | India        | India        |              |       |           | 2                |                  |                  |  |
|  | Canada       | Canada       | 1            |       |           | 11º classificato | 11º classificato | 11º classificato |  |
|  | Canada       | Canada       | 1            |       |           |                  |                  |                  |  |
|  |              |              |              |       |           |                  |                  |                  |  |
|  |              |              |              |       |           | Canada           | Canada           | 3                |  |
|  |              |              |              |       |           | Canada           | Canada           | 3                |  |
|  |              |              |              |       |           | Irlanda          | Irlanda          | 0                |  |

#### Eliminatorie
| Arbitro: | Khizar Bajwa Nikolai Stepanov |

|                                               |           |              |
| Geneyro 37’ Geneyro 44’ Geneyro 55’ Verga 67’ | Marcatori | Mcconnell 3’ |

| Arbitro: | Shafat Baghdadi Don Prior |

|                                     |           |            |
| Felix Sebastian 57’ Singh Powar 61’ | Marcatori | Tamkee 32’ |

#### Undicesimo e dodicesimo posto
| Arbitro: | Eldine Ahmed Peter von Reth |

|                                    |           |  |
| Chohan 18’ Rutledge 21’ Caruso 67’ | Marcatori |  |

#### Nono e decimo
| Arbitro: | K O'Connor Iwo Sakaida |

|             |           |  |
| Geneyro 54’ | Marcatori |  |

|  | Eliminatorie     | Eliminatorie     | Eliminatorie     |                  |             | 5º classificato | 5º classificato | 5º classificato |  |
|  |                  |                  |                  |                  |             |                 |                 |                 |  |
|  | Unione Sovietica | Unione Sovietica | 3                |                  |             |                 |                 |                 |  |
|  | Unione Sovietica | Unione Sovietica | 3                |                  |             |                 |                 |                 |  |
|  | Spagna           | Spagna           | 0                |                  |             |                 |                 |                 |  |
|  | Spagna           | Spagna           | 0                |                  | Inghilterra | Inghilterra     | 1               |                 |  |
|  |                  |                  |                  |                  | Inghilterra | Inghilterra     | 1               |                 |  |
|  |                  |                  | Unione Sovietica | Unione Sovietica | 0           |                 |                 |                 |  |
|  | Inghilterra      | Inghilterra      | Unione Sovietica | Unione Sovietica | 0           | 4               |                 |                 |  |
|  | Inghilterra      | Inghilterra      |                  |                  |             | 4               |                 |                 |  |
|  | Francia          | Francia          | 0                |                  |             | 7º classificato | 7º classificato | 7º classificato |  |
|  | Francia          | Francia          | 0                |                  |             |                 |                 |                 |  |
|  |                  |                  |                  |                  |             |                 |                 |                 |  |
|  |                  |                  |                  |                  |             | Francia         | Francia         | 4               |  |
|  |                  |                  |                  |                  |             | Francia         | Francia         | 4               |  |
|  |                  |                  |                  |                  |             | Spagna          | Spagna          | 3               |  |

#### Eliminatorie
| Arbitro: | Khizar Bajwa Alain Renaud |

|                                         |           |  |
| Deputatov 21’ Holopov 40’ Deputatov 68’ | Marcatori |  |

| Arbitro: | Don Prior Claude Seidler |

|                                            |           |  |
| Thompson 25’ Clift 34’ Kerly 52’ Kerly 57’ | Marcatori |  |

#### Settimo e ottavo
| Arbitro: | Amjarit Dhak Roger Webb |

|                                                 |           |                                    |
| Clement 38’ Mordac 68’ Chirez 85’ Delavenne 88’ | Marcatori | Iglesias 25’ Escude 53’ Escude 72’ |

#### Quinto e sesto
| Arbitro: | Peter von Reth Khizar Bajwa |

|       |           |  |
| Clift | Marcatori |  |

### Fase a eliminazione diretta

#### Tabellone
|  | Semifinali     | Semifinali     | Semifinali |          |             | Finale          | Finale          | Finale          |  |
|  |                |                |            |          |             |                 |                 |                 |  |
|  | Paesi Bassi    | Paesi Bassi    | 3          |          |             |                 |                 |                 |  |
|  | Paesi Bassi    | Paesi Bassi    | 3          |          |             |                 |                 |                 |  |
|  | Germania Ovest | Germania Ovest | 2          |          |             |                 |                 |                 |  |
|  | Germania Ovest | Germania Ovest | 2          |          | Paesi Bassi | Paesi Bassi     | 3               |                 |  |
|  |                |                |            |          | Paesi Bassi | Paesi Bassi     | 3               |                 |  |
|  |                |                | Pakistan   | Pakistan | 1           |                 |                 |                 |  |
|  | Pakistan       | Pakistan       | Pakistan   | Pakistan | 1           | 2               |                 |                 |  |
|  | Pakistan       | Pakistan       |            |          |             | 2               |                 |                 |  |
|  | Australia      | Australia      | 1          |          |             | Finale 3º posto | Finale 3º posto | Finale 3º posto |  |
|  | Australia      | Australia      | 1          |          |             |                 |                 |                 |  |
|  |                |                |            |          |             |                 |                 |                 |  |
|  |                |                |            |          |             | Australia       | Australia       | 2               |  |
|  |                |                |            |          |             | Australia       | Australia       | 2               |  |
|  |                |                |            |          |             | Germania Ovest  | Germania Ovest  | 1               |  |

#### Semifinali
| Arbitro: | Eduardo Ruiz Patrick van Beneden |

|                                            |           |                         |
| Bovelander 31’ Delissen 65’ Bovelander 78’ | Marcatori | Fischer 56’ Fischer 67’ |

| Arbitro: | Santiago Deo Adriano de Vecchi |

|                     |           |             |
| Saeed 3’ Bashir 44’ | Marcatori | Corbitt 10’ |

#### Finale per il terzo posto
| Arbitro: | Alain Renaud Adriano de Vecchi |

|                      |           |             |
| Stacy 8’ Hawgood 42’ | Marcatori | Fischer 57’ |

#### Finale
| Arbitro: | Eduardo Ruiz Santiago Deo |

|                                             |           |          |
| Bovelander 12’ Bovelander 14’ Weterings 37’ | Marcatori | Ahmed 5’ |

| Campione del mondo di Hockey su prato del 1990 |
| ---------------------------------------------- |
| Paesi Bassi 2º titolo                          |

## Squadra vincitrice
| Giocatore           | Status    |
| ------------------- | --------- |
| Frank Leistra       | Portiere  |
| Marc Benninga       | Giocatore |
| Cees Diepeveen      | Giocatore |
| Maurits Crucq       | Giocatore |
| Rene Klaasen        | Giocatore |
| H. Kooyman          | Giocatore |
| Marc Delissen       | Capitano  |
| Jacques Brinkman    | Giocatore |
| Gijs Weterings      | Giocatore |
| Stephan Veen        | Giocatore |
| Floris Bovelander   | Giocatore |
| Harrie Kwinten      | Giocatore |
| Simon Zyp           | Giocatore |
| Tom Van 'T Hek      | Giocatore |
| Erik Parlevliet     | Giocatore |
| Taco Van den Honert | Giocatore |

## Statistiche

### Classifica finale
| Classifica | Nazionale        |
| ---------- | ---------------- |
| Oro        | Paesi Bassi      |
| Argento    | Pakistan         |
| Bronzo     | Australia        |
| 4          | Germania Ovest   |
| 5          | Inghilterra      |
| 6          | Unione Sovietica |
| 7          | Francia          |
| 8          | Spagna           |
| 9          | Argentina        |
| 10         | India            |
| 11         | Canada           |
| 12         | Irlanda          |

### Classifica marcatori
| Giocatore         | Nazionale      | Reti |
| ----------------- | -------------- | ---- |
| Ignacio Escude    | Spagna         | 9    |
| Floris Bovelander | Paesi Bassi    | 9    |
| Marc Delissen     | Paesi Bassi    | 6    |
| Greg Corbitt      | Australia      | 5    |
| Carsten Fischer   | Germania Ovest | 4    |
| Stefan Blocher    | Germania Ovest | 4    |
| Shahbaz Ahmed     | Pakistan       | 4    |
| Carlos Geneyro    | Argentina      | 4    |

Fonte.

## Premi individuali
| Capocannoniere                       | Miglior giocatore |
| ------------------------------------ | ----------------- |
| Ignacio Escude Floris Jan Bovelander | Shahbaz Ahmed     |